# Lithiumbis(trimethylsilyl)amide
Lithiumbis(trimethylsilyl)amide (afgekort tot LiHMDS of LHMDS) is een organische verbinding met als brutoformule {\displaystyle {\ce {C6H18LiNSi2}}}, of met meer nadruk op de structuur ervan: {\displaystyle {\ce {((CH3)3Si)2NLi}}} of {\displaystyle {\ce {(TMS)2NLi}}}, waarbij TMS staat voor trimethylsilyl. De verbinding komt voor als een kleurloze vaste stof, die hevig reageert in contact met water. Het is een sterke, niet-nucleofiele base, die zowel als base en als ligand gebruikt wordt. Lithiumbis(trimethylsilyl)amide komt ook voor als dimeer.
Lithiumbis(trimethylsilyl)amide wordt doorgaans commercieel verhandeld in oplossing (tolueen, n-hexaan, THF of MTBE).

## Synthese
Hoewel lithiumbis(trimethylsilyl)amide in de handel verkrijgbaar is, kan het ook in situ bereid worden door reactie van bis(trimethylsilyl)amine met n-butyllithium:
{\displaystyle {\ce {[(CH3)3Si]2NH + C4H9Li -> [(CH3)3Si]2NLi + C4H10}}}
Via vacuümdestillatie is de stof te zuiveren.

## Reacties
Lithiumbis(trimethylsilyl)amide wordt gebruikt in de synthese van coördinatieverbindingen met lage coördinatiegetallen. Dit is het gevolg van de sterische hindering van het grote trimethylsilylamide-ligand. Voorbeelden van M[N(TMS)2]3 omvatten complexen van scandium, titanium, vanadium en ijzer. Behandeling met trimethylchloorsilaan geeft tris(trimethylsilyl)amine, waarin een stikstofatoom met coördinatiegetal 3 voorkomt. Deze molecule bezit een trigonaal planaire moleculaire geometrie rondom het stikstofatoom.
In de organische chemie wordt lithiumbis(trimethylsilyl)amide vaak gebruikt als sterke base, bijvoorbeeld om lithiumacetylide te maken, of om een enolaat te bereiden, zoals met benzylideenaceton:
De werking van lithiumbis(trimethylsilyl)amide is vergelijkbaar met die van lithiumdi-isopropylamide (LDA).